# Копаница
Вижте пояснителната страница за други значения на Копаница.
Копаница е село в Западна България. То се намира в община Радомир, област Перник.

## География
Село Копаница е разположено в северозападния край на Радомирската котловина на западния бряг на река Струма. Релефът се характеризира с хълмисти хорстови възвишения, изградени главно от мергели и пясъчници. Климатът е умереноконтинентален с характерни температурни инверсии и мъгли. Районът се отводнява от Струма. Основните типове почва са алувиални и канелени горски. Растителността е предимно широколистна. Най-разпространените дървесни видове са дъб, клен, бряст, а от храстовидните – трън, глог и др. Рядко се среща хвойна. Иглолистните видове (главно бял бор) са изкуствено залесявани.

## История
Първите признаци на цивилизация в района на селото са открити на няколко десетки метра западно от читалището сред нивите. Открити са глинени отломки от грънци, които датират от праисторически времена. Поради многобройните разоравания те са се показали на повърхността. Между 7-и и 8-и километър от шосето Радомир-Ковачевци са открити останки от късноантично селище с езически некропол. На около 700 м северно от язовир Бушляк също са намерени останки от късноантично селище. На хълма Корията, намиращ се южно от селото, преди години са открити руини от крепост, датираща от късната Античност и ранното Средновековие. Днес не са останали никакви следи от крепостта.
Има сведения и за две неизследвани находки. Около 1947 г. деца намират глинени водопроводни тръби в местността Църнел. През 1958 г. по време на строеж на ТКЗС работниците попадат на голяма глинена делва, най-вероятно от периода на късното Възраждане.
За първи път село Копаница е упоменато в подробния тимарски регистър от 1572 г. Отсъствието на стара църква, както и на други архитектурни обекти от по-старо време в селото, предполага евентуални опустушения по време на османската власт. По всяка вероятност то е било засегнато и от Австро-Турската война (1683 – 1699). След Освобождението селото започва да се разраства като в него се заселват хора от околните планински села. Първото училище в Копаница е открито през 1885 г. През 1909 г. е построена църквата „Св. Иван Рилски“. По време на Балканската война, Първата световна война и Втората световна война много копаничани дават своята кръв за България. От 1928 г. селото има и читалище. През 1948 г. е образувано ТКЗС. През 1957 г. се извършва планиране на района в близост до жп-линията София-Кюстендил и центъра на селото е преместен там. За няколко години голяма част от жителите се преселват от старата в новата част на Копаница. На VIII конгрес на БКП през 1962 г. обаче няколко хиляди села са обявени за безперспективни. В този списък попада и Копаница, което сериозно забавя развитието на селото.

### Загинали военнослужещи от Копаница
Балканска война (1912 – 1913)
- Ванко Петрунов Илков (1876 – 1912), загинал в Сърбия.
- Гоце Илиев Стойнев (1876 – 1912), загинал на 20.IX.1912 в Кюстендил.
- Георги Стоянов Илиев (1877 – 1912)
- Милан Петров Антов (1878 – 1912)
- Миладин Петков Янков (1877 – 1912)
- Милан Стоименов Илков (1877 – 1912)
- Стоян Георгиев Стойнев (1890 – 1912)
- Симеон Николов Кръстев (1876 – 1912), загинал през есента на 1912 край Царево село.
- Стоичко Недялков Дяков (1890 – 1912)
- Томан Велинов Антов (1890 – 1912)

Първа световна война (1914 – 1918)
- Боян Стоянов Илиев (?-1918)
- Левитко Алексов Тонев (?-1918), загинал край Царево село.
- Никола Гоцев Илиев (?-1918), загинал през септември 1918 г. в Кюстендил.

Втора световна война (1939 – 1945)
- Варадин Димитров (1919 – 1944), загинал през септември 1944 г. при щурмуването на Страцин (Югославия).
- Вангелин Велинов Стоименов (1918 – 1945), загинал на 6 март 1945 г. край Драва (Унгария).
- Васил Крумов Иванов (1923 – 1945), загинал през март 1945 г. край Драва.

## Обществена дейност
Копаница съхранява местния фолклор благодарение на дейността на читалище „Христо Ботев“. Към читалището са създадени танцова и сурвакарска група, които са едни от най-добрите в Пернишка област и цяла България. Печелили са десетки награди на фолклорните фестивали в цялата страна. Клуб „Съхрани българското“ си поставя за цел и работи по благоустройството на с. Копаница.

## Спорт
ФК „Бенковски“ е футболният отбор на селото. Състезава се в Окръжна футболна група Перник-Юг.

## Редови събития
- На 25 ноември 2006 г. е учреден клуб „Съхрани българското“ с историческа, екологична и туристическа насоченост.
- На 25 декември 2006 г. в залата на читалище „Хр. Ботев“ е проведено тържество по случай Коледа.
- На 6 април 2007 г. клуб „Съхрани българското“ провежда туристически поход до манастир „Св. Троица“ в района на с. Радибош.
- На 8 април 2007 г. в залата на читалище „Хр. Ботев“ е проведено тържество по случай Великден.
- На 27 април 2008 г. в залата на читалище „Хр. Ботев“ е проведено тържество по случай Великден.
- На 25 май 2008 г. е отбелязана 80-ата годишнина от основаването на читалището.